# (6431) 1967 UT
A (6431) 1967 UT a Naprendszer kisbolygóövében található aszteroida. Luboš Kohoutek fedezte fel 1967. október 30-án.